# 圣安德烈大厅和黑衣修士大厅
圣安德烈大厅和黑衣修士大厅（St. Andrew's Hall and Blackfriars' Hall）是英格兰诺福克郡诺里奇的一组修道院建筑，可追溯到14世纪，已列为一级登录建筑。这是英格兰现存最完整的修道院建筑群。 其中心是圣安德烈大厅，现在用于婚礼、音乐会、啤酒节和会议。最大容量为1200人。它是诺里奇12遗产建筑之一。

## 历史
13世纪中叶，Friars of the Sack修会在诺里奇建立了圣安德烈堂和圣彼得堂。到14世纪初，该修会衰落，1307年由多明我会（黑衣修士）接管。

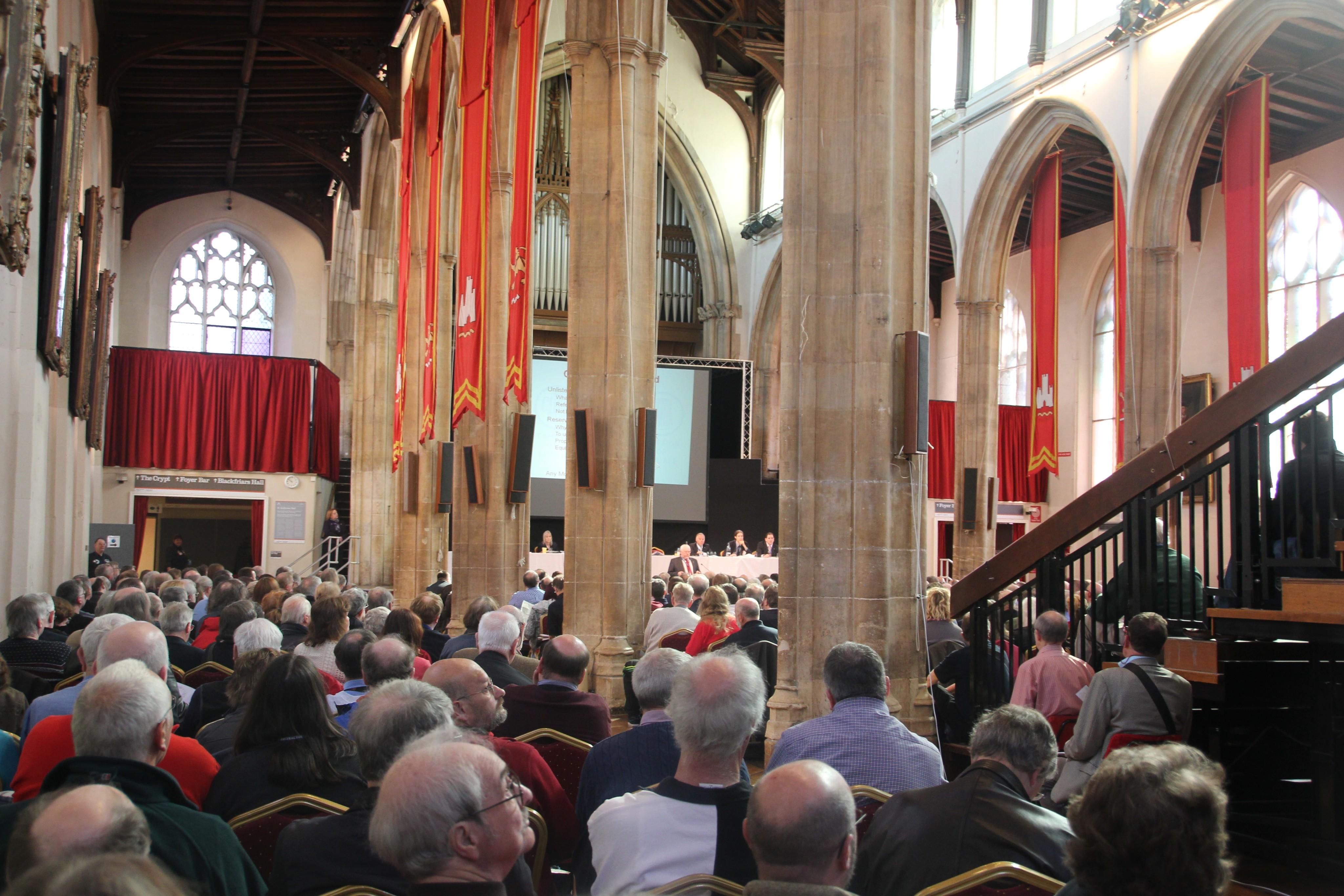

1413年，教堂被大火摧毁。目前的教堂建筑于1470年完工，圣安德烈大厅即其 中殿。此外还有黑衣修士大厅、地下室、小堂和回廊。
在宗教改革期间, 市政厅将其买下，作为公共大厅，用于礼拜，造币厂和工作间。 1544年，亨利·富勒市长在此进行就职典礼。诺里奇三年艺术节是该国第三古老的节日，于1824年在这里开始。